# Chiesa di San Nicolò Vescovo (Treppo Ligosullo)
La chiesa di San Nicolò Vescovo è la parrocchiale di Ligosullo, in provincia ed arcidiocesi di Udine; fa parte della forania della Montagna. Della parrocchia fa parte anche la chiesetta di Tausia, come chiesa sussidiaria.

## Storia
Viene citata per la prima volta una chiesetta a Ligosullo nel 1327, dedicata a San Bartolomeo, attuale compatrono. Nel 1594 il Patriarca sospende la chiesa dal culto. 
Nel 1656 venne costruita la nuova chiesa, questa volta dedicata a San Nicolò. Nel 1746 venne riedificata e consacrata il 29 giugno 1764.  

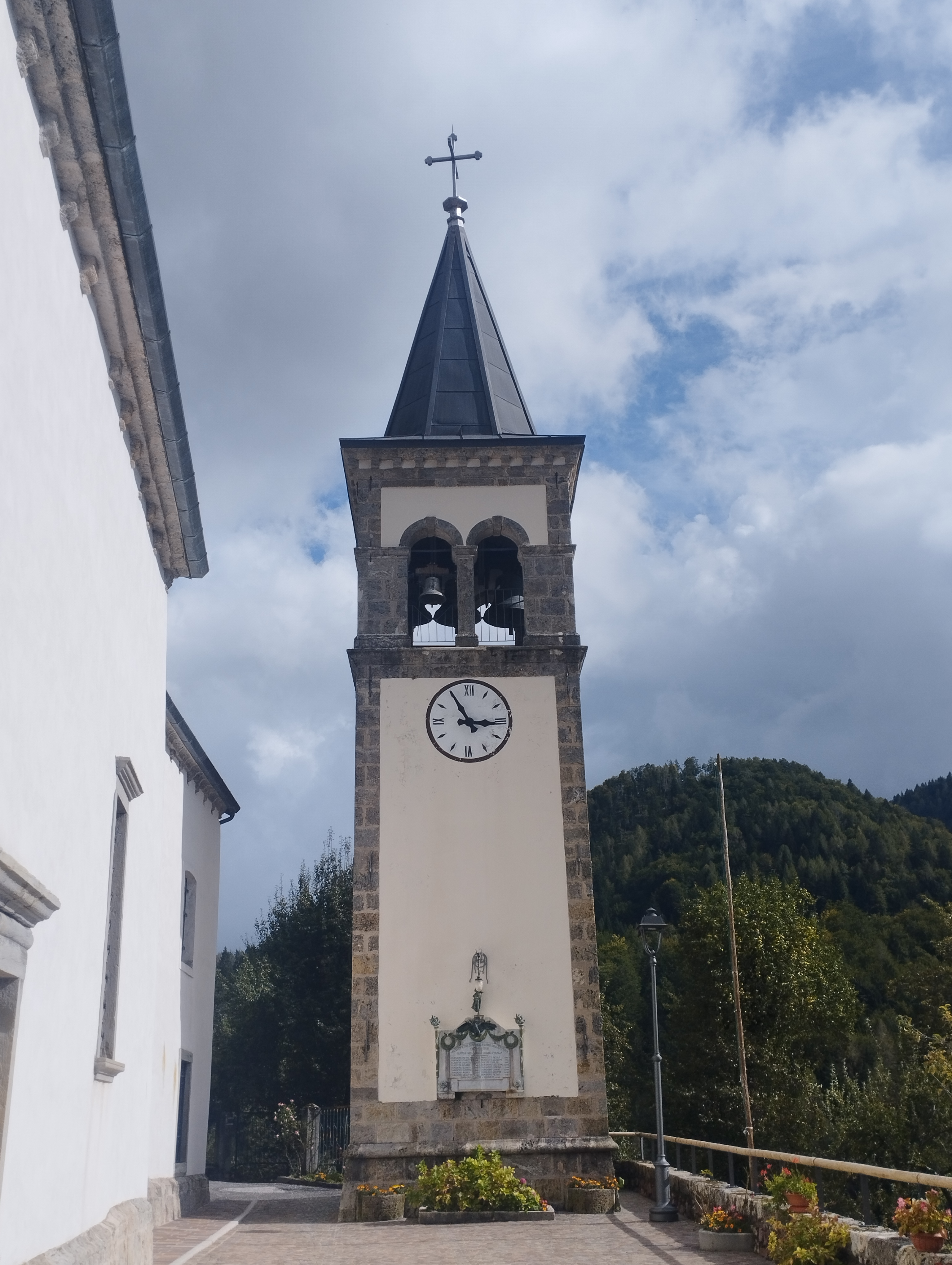
Il campanile. Si notano bene le 4 campane

Nel 1924 il pittore liussano Giovanni Moro dipinse i due affreschi sul soffitto e le 6 lunette della navata. Nel 1935 sono state fuse 4 campane dalla ditta Lucio Broili di Udine del peso complessivo di 1.610 chilogrammi. 
Nel 1981 è stata restaurata dopo il terremoto del 1976 mentre nel 2015 è stato svolto un intervento sulle fondazioni per contenere i danni causati dal cedimento del terreno sottostante.

## Interno
L'interno presenta un'unica navata con presbiterio e sagrestia retrostante. La torre campanaria, in stile carnico, è di poco discostata dall'edificio. 

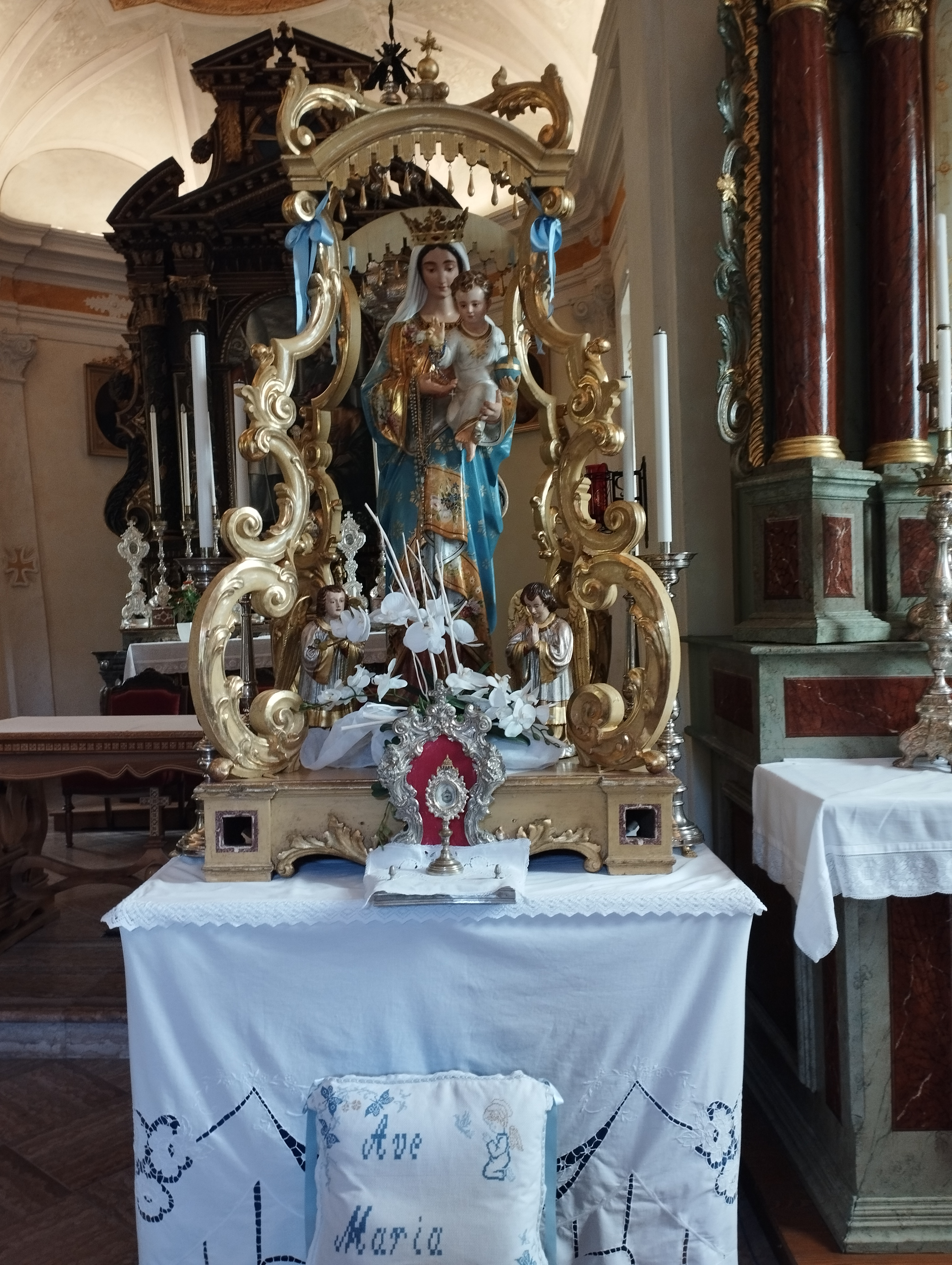
La statua della Madonna del saluto esposta in chiesa

La navata è coperta da una volta a botte, nella cui sommità sono presenti due dipinti risalenti al 1924 e restaurati nel 2021: il primo raffigura la Vergine in Gloria tra i Santi e gli Angeli e il secondo i santi Nicolò e Bartolomeo tra Angeli e figure allegoriche. Entrambi i dipinti sono ispirati da modelli tardo barocchi. L'interno è valorizzato da una colorazione ocra e bianca. Sul controsoffitto si notano sei lunette dipinte. Sulla parete adiacente al presbiterio sono presenti due altari lignei contenenti ciascuno una nicchia dove sono esposte le statue di Sant'Apollonia e della Beata Vergine del saluto, che si celebrano rispettivamente la seconda domenica di febbraio e il 2 luglio di ogni anno. Pregevoli sono l'acquasantiera risalente al 1598 e il fonte battesimale di età recente scolpito in Val Gardena. Sulle pareti sono presenti i 14 quadri raffiguranti la Via Crucis.
Nel presbiterio è presente il coro, la mensa e l'altare maggiore con decorazioni in oro zecchino scolpito da Girolamo Comuzzo da Gemona intorno all'anno 1658. Esso contiene una pala raffigurante la Madonna col bambino, San Nicolò e sullo sfondo, San Bartolomeo, dipinto da Giorgio Monsuro di San Daniele nel 1661. Sul soffitto di esso si trova un dipinto che raffigura la Glorificazione di Cristo e la sua Ascensione al Padre, opera di un pittore tedesco. Dietro di esso è presente l'ingresso alla sagrestia.